# No Nut November
No Nut November, souvent abrégé en NNN, est un défi d'internet d'abstinence sexuelle chez les hommes au cours du mois de novembre. Il est apparu en 2011 et a gagné en popularité sur les réseaux sociaux pendant et après 2017.

## Histoire
Bien que No Nut November se voulait à l'origine satirique, certains participants affirment que s'abstenir d'éjaculer et de regarder de la pornographie présente des avantages pour la santé,. Une entrée de l'Urban Dictionary pour No Nut November est publiée en 2011 et, en 2017, le mouvement commence à gagner en popularité sur les réseaux sociaux. Il est associé à la communauté NoFap sur Reddit, qui encourage ses membres à ne pas se masturber. La communauté Reddit du NoNutNovember passe de 16 500 abonnés en novembre 2018  à 52 000 abonnés en novembre 2019.
Après que certaines personnalités publiques d'extrême droite, dont Paul Joseph Watson, ont promu la campagne, EJ Dickson de Rolling Stone suggère que le mouvement a été coopté par l'extrême droite. Vice critique le défi en 2018 après que ses partisans ont envoyé des menaces à xHamster sur Twitter, affirmant de la même manière qu'il a été coopté par des personnalités d'extrême droite.

## Destroy Dick December
Destroy Dick December est un défi internet connexe au No Nut November qui sert de contrepoint, encourageant les participants à participer à des activités sexuelles telles que les rapports sexuels et la masturbation, après s'en être abstenus au cours du mois précédent. Chaque jour, les participants au défi éjaculent un nombre de fois égal à la place du jour dans le mois, en commençant par une éjaculation le premier décembre et en terminant par trente et un le dernier jour. Au total, cela représente 496 éjaculations en décembre.

## Recherches sur la santé et les participants
En mars 2023, un article du département de psychologie à l'université Queen's présente une étude des recherches concernant les effets et des causes du NNN. Selon l'article, présenté lors de la 17e Inquiry@Queen's Undergraduate Research Conference, ce mouvement trouve ses premières racines dans une étude de 2003, retirée et qui suggère que les taux de testostérone sont plus élevés chez les hommes qui ne se masturbent pas.
L'étude ajoute que les communautés liées à ces pratiques ne sont pas bienveillantes et ont une tendance à l'humiliation de ceux qui échouent et une domination de ceux qui s'abstiennent, pouvant ainsi causer des dégâts émotionnels et physiques, particulièrement chez les adolescents. La masturbation est selon l'étude bonne pour la santé, impliquant de grands bénéfices pour peu de risques (« empirically proven to have great health benefits, and little to no disadvantages »).